# Segmentación (biología)
La segmentación en biología hace referencia a la división de algunos individuos tanto en animales y en  vegetales en una serie de segmentos algo repetitivos. La segmentación permite un alto grado de especialización de las regiones corporales, observable especialmente en anélidos, artrópodos y Cordados
En biología teórica, la segmentación es una manifestación del concepto más general de modularidad. Así mismo, su proceso de formación es una manifestación del proceso más general de la morfogénesis.

## Bases moleculares de la segmentación enDrosophila

Efectos maternos en el mRNA.

Gradientes de proteínas en el embrión temprano

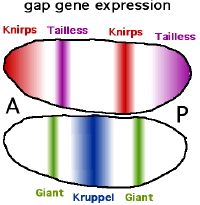
Expresión de los genes gap.

La Drosophila melanogaster ha sido el organismo modelo más estudiado para comprender los mecanismos genéticos responsables de la segmentación que presenta a lo largo del eje antero-posterior. En este capítulo crucial de la morfogénesis de la Drosophila intervienen distintos tipos de genes: 
- Los genes de efecto materno son genes que se expresan en la hembra. Se distinguen tres sistemas en función del lugar en el que se manifiestan: el sistema anterior, el sistema posterior y el sistema terminal.[1]
- Los genes zigóticos: la expresión de los genes zigóticos está controlada por los genes de efecto materno. Algunos de ellos regulan la metamerización y otros determinan la diferenciación de los segmentos en función de su posición relativa al eje antero-posterior.
- Los genes gap: los genes gap dividen el embrión en grandes regiones con varios segmentos (los organismos con en los que tales genes han sufrido una mutación carecen de varios metámeros consecutivos. Entre ellos se encuentran Krüppel, knirps, hunchback, giant y tailless.
- Los genes de paridad segmentaria (pair rule genes): las mutaciones en estos genes provocan la desaparición de un segmento de cada dos. Su expresión depende tanto de los genes gap como de ellos mismos.

## Ejemplos

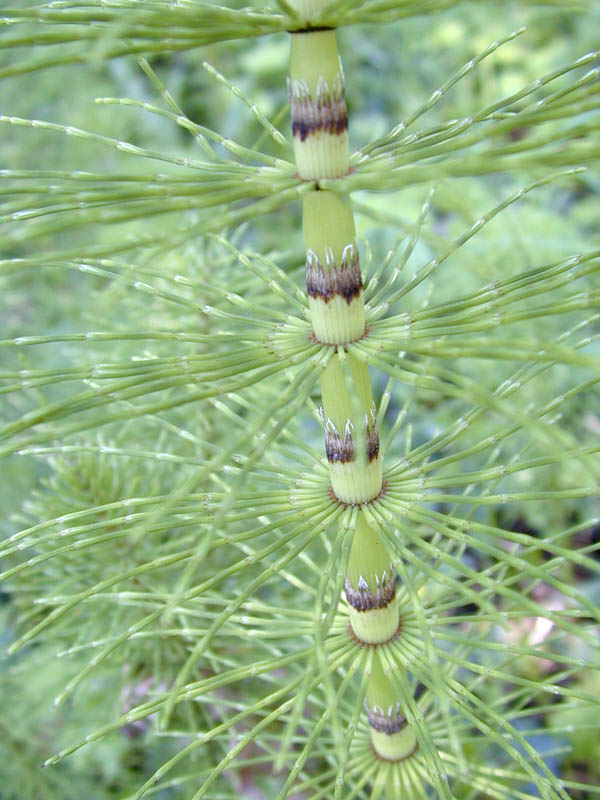
Cola de caballo.

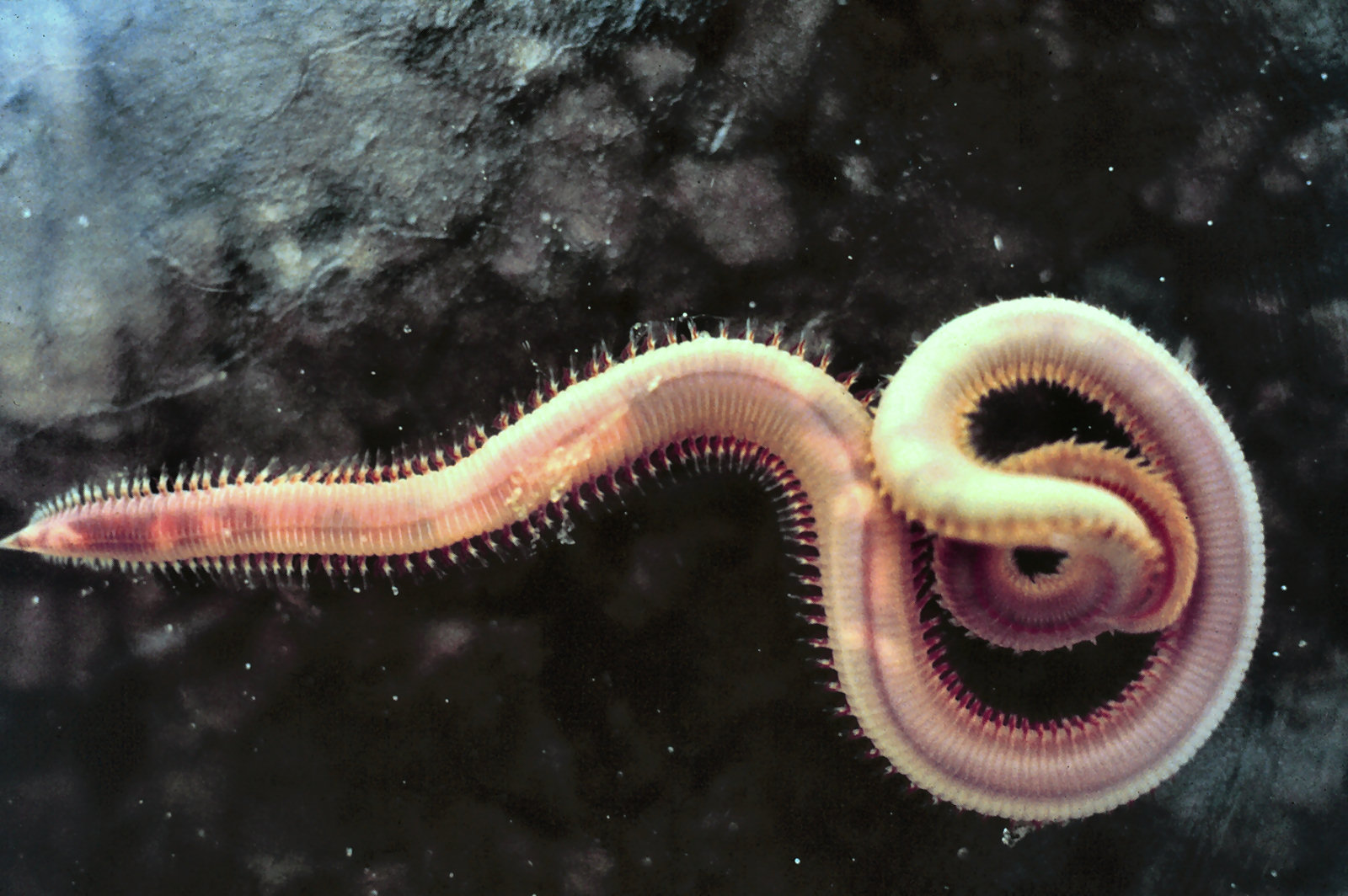
anélido.

- Entre las plantas, las equisetáceas.
- Los anélidos
- Los artrópodos
- Las vértebras de los vertebrados.